# Андреев, Николай Алексеевич
Никола́й Алексе́евич Андре́ев (род. 5 марта 1948) — советский легкоатлет, специалист по бегу на средние дистанции. Выступал на всесоюзном уровне в 1970-х годах, чемпион СССР в беге на 1500 метров, обладатель бронзовой медали Спартакиады народов СССР, призёр первенств всесоюзного и республиканского значения. Представлял Иркутск и Гродно, спортивное общество «Локомотив» и Вооружённые силы.

## Биография
Николай Андреев родился 5 марта 1948 года. Занимался лёгкой атлетикой в Иркутске и позднее в Гродно, выступал за добровольное спортивное общество «Локомотив» и Советскую Армию.
Первого серьёзного успеха на всесоюзном уровне добился в сезоне 1973 года, когда на чемпионате СССР в Москве в беге на 1500 метров с результатом 3:42.0 превзошёл всех соперников и завоевал золотую награду.
В июне 1974 года на соревнованиях в Москве показал в 1500-метровой дисциплине время 3:41.4 и занял пятое место.
В 1975 году на чемпионате страны в рамках VI летней Спартакиады народов СССР в Москве с личным рекордом 3:39.9 выиграл бронзовую медаль на дистанции 1500 метров, уступив только Александру Андрусенко и Анатолию Мамонтову.